# 大山茂樹 (倉敷市長)
大山 茂樹（おおやま しげき、1903年（明治36年）6月10日 - 1995年（平成7年）4月5日）は、日本の政治家。岡山県倉敷市長。

## 来歴
岡山県出身。大山俊吉の長男。1921年、倉敷商業学校（現・岡山県立倉敷商業高等学校）卒業。翌年、田村商会に就職、同社東京支店長代理などを経て、1948年に日本野草莚加工(株)を創立、1950年に岡山県輸出花莚野草莚協同組合を創立し、理事長となる。同年、岡山県議会議員に初当選。以後、5期連続務める。1964年、倉敷市長に初当選。1967年に倉敷市は児島市、玉島市と合併、新倉敷市の市長選挙に立候補し、当選した。市長は1979年まで務め、この間、全国市長会副会長などを務めた。ほか、水島臨海鉄道、水島臨海通運各社長を歴任した。1995年に死去した。